# Mateusz Sawrymowicz
Mateusz Sawrymowicz (ur. 22 kwietnia 1987 w Lublinie) – polski pływak specjalizujący się w stylu dowolnym, mistrz świata (2007) i dwukrotny mistrz Europy na krótkim basenie, finalista igrzysk olimpijskich, wychowanek MKP Szczecin. 

## Kariera pływacka
Złoty medalista na 1500 metrów stylem dowolnym podczas Mistrzostw Świata 2007, gdzie ustanowił rekord Europy (14:45,94).
Rekordzista Polski na tym dystansie, posiadacz czwartego rezultatu na świecie w historii wyścigów na 1500 metrów. Brązowy medalista mistrzostw Europy na basenie 50 m w 2008. Jest też złotym, srebrnym i brązowym medalistą mistrzostw Europy na krótkim basenie i 4-krotnym mistrzem Polski (basen 50 m): w wyścigu na 400 m st.dow. (2006) i 1500 m st.dow. (2005, 2006, 2007) oraz 3-krotnym mistrzem Polski (basen 25 m): w wyścigu na 400, 800 i 1500 m st. dow. (2006). Zdobywca Złotego medalu na mistrzostwach Europy na krótkim basenie w Debreczynie. 5. sportowiec roku 2007 w Polsce w plebiscycie Przeglądu Sportowego. Uznany europejskim pływakiem roku 2007 przez magazyn "Swimming World". 
Brązowy medalista mistrzostw świata na krótkim basenie z Manchesteru na dystansie 1500 m kraulem.
Podczas igrzysk olimpijskich w Pekinie w 2008 roku odpadł w eliminacjach, osiągając 9. czas (8 najszybszych zawodników kwalifikowało się do finału).
W 2012 roku na igrzyskach olimpijskich w Londynie na dystansie 1500 m stylem dowolnym zajął siódme miejsce, uzyskawszy czas 14:54,32 min.
Pierwszy Polak, który zdobył złoty i srebrny medal Pucharu Europy w maratonie pływackim na 10 km.

## Sukcesy

### Mistrzostwa Świata(basen 50 m)
| Mistrzostwa Świata | Miejsce   | Data            | Konkurencja            | Rezultat                |
| ------------------ | --------- | --------------- | ---------------------- | ----------------------- |
| Melbourne 2007     | Melbourne | 1 kwietnia 2007 | 1500 m stylem dowolnym | 1.miejsce (14:45,94 RE) |

### Mistrzostwa Świata(basen 25 m)
| Mistrzostwa Świata | Miejsce    | Data             | Konkurencja            | Rezultat             |
| ------------------ | ---------- | ---------------- | ---------------------- | -------------------- |
| Manchester 2008    | Manchester | 13 kwietnia 2008 | 1500 m stylem dowolnym | 3.miejsce (14:43,37) |

### Mistrzostwa Europy(basen 50 m)
| Mistrzostwa Europy | Miejsce   | Data          | Konkurencja            | Rezultat             |
| ------------------ | --------- | ------------- | ---------------------- | -------------------- |
| Eindhoven 2008     | Eindhoven | 22 marca 2008 | 1500 m stylem dowolnym | 3.miejsce (14:58,78) |

### Mistrzostwa Europy(basen 25 m)
| Mistrzostwa Europy | Miejsce   | Data            | Konkurencja            | Rezultat                |
| ------------------ | --------- | --------------- | ---------------------- | ----------------------- |
| Triest 2005        | Triest    | 10 grudnia 2005 | 1500 m stylem dowolnym | 3.miejsce (14:38.86)    |
| Helsinki 2006      | Helsinki  | 9 grudnia 2006  | 1500 m stylem dowolnym | 2.miejsce (14:28.43)    |
| Debreczyn 2007     | Debreczyn | 15 grudnia 2007 | 1500 m stylem dowolnym | 1.miejsce (14:24.54 RP) |
| Szczecin 2011      | Szczecin  | 10 grudnia 2011 | 1500 m stylem dowolnym | 1.miejsce (14:29.81)    |

## Życie prywatne
Obecnie mieszka w Szczecinie.